# اليوم العالمي للمرأة
اليوم الدولي للمرأة أو اليوم العالمي للمرأة هو احتفال عالمي في اليوم الثامن من شهر مارس / آذار من كل عام، ويقام للدلالة على الاحترام العام وتقدير وحب المرأة لإنجازاتها الاقتصادية والسياسية والاجتماعية، وفي بعض الدول كالصين وروسيا وكوبا تحصل النساء على إجازة في هذا اليوم. الاحتفال بهذه المناسبة جاء إثر عقد أول مؤتمر للاتحاد النسائي الديمقراطي العالمي في باريس عام 1945. ومن المعروف أن اتحاد النساء الديمقراطي العالمي يتكون من المنظمات الرديفة للأحزاب الشيوعية وكان أول احتفال عالمي بيوم المرأة العالمي، رغم أن بعض الباحثين يرجح أن اليوم العالمي للمرأة كان على إثر بعض الإضرابات النسائية التي حدثت في الولايات المتحدة. في بعض الأماكن يتم التغاضي عن السمة السياسية التي تصحب يوم المرأة فيكون الاحتفال أشبه بخليط بيوم الأم، ويوم الحب. ولكن في أماكن أخرى غالباً ما يصاحب الاحتفال سمة سياسية قوية وشعارات إنسانية معينة من قبل الأمم المتحدة، للتوعية الاجتماعية بمناضلة المرأة عالمياً. بعض الأشخاص يحتفلون بهذا اليوم بلباس أشرطة وردية.
يحتفل باليوم العالمي للمرأة بطرق متنوعة في جميع أنحاء العالم؛ إذ يعتبر يوم عطلة رسمية في العديد من البلدان، ويحتفل به اجتماعيًا أو محليًا في بلدان أخرى. تحتفل الأمم المتحدة بالعيد فيما يتعلق بقضية أو حملة أو موضوع معين في حقوق المرأة. في بعض أنحاء العالم، لا يزال اليوم العالمي للمرأة يعكس أصوله السياسية، ويتميز بالاحتجاجات والدعوات إلى التغيير الجذري؛ في مناطق أخرى سيما في الغرب هو اجتماعي ثقافي إلى حد كبير ويتركز حول الاحتفال بالأنوثة.

## تاريخ

### الأصل
أقيم أول احتفال بيوم المرأة والذي أطلق عليه (اليوم الوطني للمرأة) في 28 فبراير 1909 في مدينة نيويورك ونظمه الحزب الاشتراكي الأمريكي  بناءً على اقتراح من الناشطة تيريزا مالكيل. ظهرت إدعاءات بأن هذا اليوم كان إحياءً لذكرى احتجاج العاملات في مصانع الملابس في نيويورك في 8 مارس 1857، لكن الباحثين أنكروا هذه الإدعاءات وقالوا أنها تهدف إلى فصل يوم المرأة العالمي عن أصله الاشتراكي.

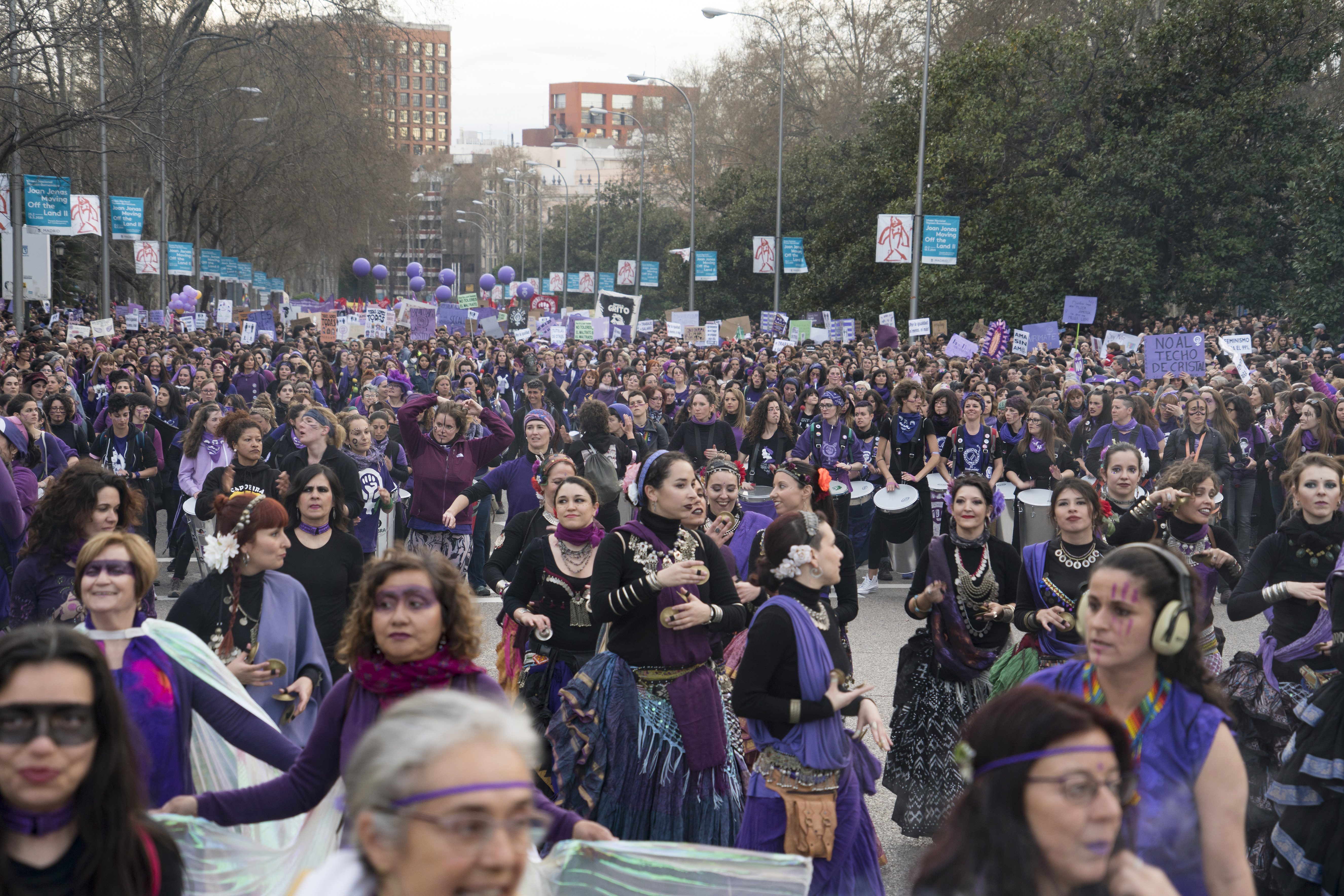
مظاهرة نسائية في مدريد، عام 2020

في أغسطس 1910، عُقد المؤتمر النسائي الاشتراكي الدولي قبل الاجتماع العام للأممية الاشتراكية الثانية في كوبنهاغن في الدنمارك. وبإلهام جزئي من الاشتراكيين الأمريكيين، اقترح المندوبون الألمان كلارا زتكن وكيت دنكر [الإنجليزية] وبولا ثيد [الإنجليزية] وغيرهم إقامة يوم المرأة سنويًا بدون أن يحددوا تاريخًا معين. ووافق المندوبون المائة الذين يمثلون 17 دولة على الفكرة باعتبارها إستراتيجية لتعزيز المساواة في الحقوق، بما في ذلك حق المرأة في التصويت.
في العام التالي في 19 مارس 1911، احتفل أكثر من مليون شخص في النمسا والدنمارك وألمانيا وسويسرا باليوم العالمي الأول للمرأة. كانت هناك 300 مظاهرة في النمسا والمجر وحدها، خرجت فيها النساء في مواكب كبيرة في طريق فيينا الدائري في فيينا وحملن لافتات تكريما لشهداء كومونة باريس. طالبت النساء في جميع أنحاء أوروبا بالحق في التصويت وتقلد المناصب العامة، وقمن باحتجاجات على التمييز بين الجنسين في العمل.
لم يكن لليوم العالمي للمرأة تاريخ محدد في البداية، على الرغم من الاحتفال به عمومًا في أواخر فبراير أو أوائل مارس. واصل الأمريكيون الاحتفال باليوم الوطني للمرأة في يوم الأحد الأخير من شهر فبراير، بينما احتفلت روسيا باليوم العالمي للمرأة لأول مرة في عام 1913 في يوم السبت الأخير من شهر فبراير (وإن يكن ذلك بناءً على التقويم اليولياني كما هو الحال في التقويم الغريغوري إذ كان التاريخ هو 8 مارس). في عام 1914 احتفل باليوم العالمي للمرأة في 8 مارس لأول مرة في ألمانيا الذي من المحتمل أنه كان يوم الأحد. وكما هو الحال في أي مكان آخر كان الاحتفال في ألمانيا مكرسًا لحق المرأة في التصويت والذي لم تحظى به النساء الألمانيات حتى عام 1918. في الوقت نفسه، كانت هناك مسيرة في لندن لدعم حق المرأة في التصويت، اعتقلت خلالها الناشطة سيلفيا بانكهورست من أمام محطة تشارينغ كروس بينما كانت في طريقها لإلقاء خطاب في ميدان ترافالغار.

### في اتحاد الجمهوريات الاشتراكية السوفياتية والدول الشيوعية الأخرى

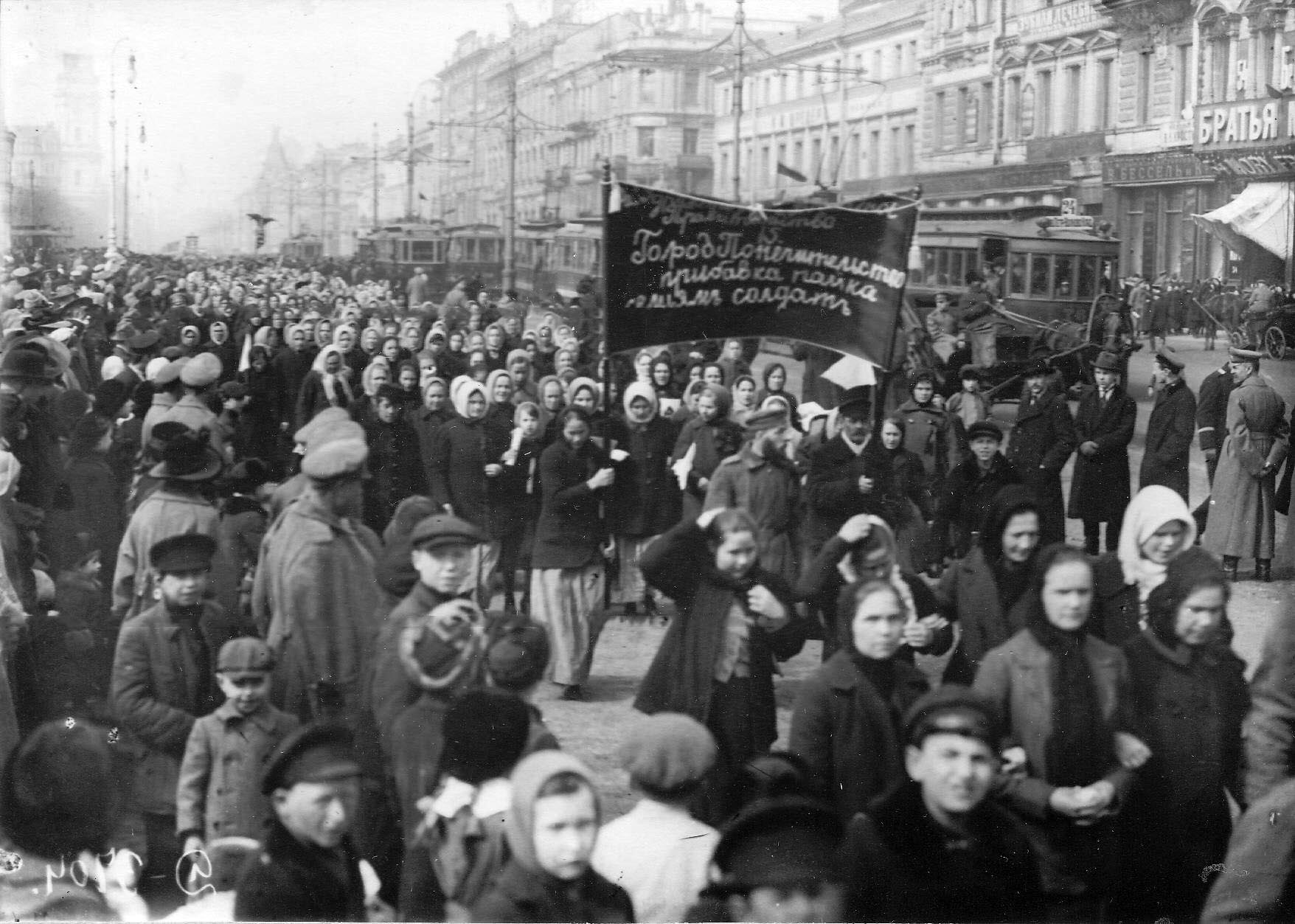
مظاهرة نسائية من أجل (الخبز والسلام)، سانت بطرسبرغ، روسيا

في 8 مارس 1917 في سانت بطرسبرغ (23 فبراير 1917 بحسب التقويم اليولياني) بدأت العاملات في مصانع النسيج مظاهرة اجتاحت المدينة بأكملها في النهاية طالبن فيها بـ (الخبز والسلام) أي إنهاء الحرب العالمية الأولى، وحل مشكلة نقص الغذاء، ونهاية القيصرية. كانت هذه المظاهرة بمثابة بداية لثورة فبراير التي شكلت إلى جانب الثورة البلشفية ما عُرف بالثورة الروسية الثانية. وصف الزعيم الثوري ليون تروتسكي هذا الحدث قائلًا: «كان من المتوقع عقد اجتماعات وأعمال في يوم 23 فبراير (8 مارس) أي يوم المرأة العالمي. لكننا لم نتخيل أن" يوم المرأة "هذا سيشعل الثورة. كانت الأعمال الثورية متوقعة ولكن بدون موعد محدد. في الصباح على الرغم من الأوامر بعكس ذلك، ترك عمال النسيج عملهم في العديد من المصانع وأرسلوا أشخاصا بالنيابة عنهم لدعم حركة الأحتجاج ... الذي أدى إلى إضراب جماهيري ... لقد خرج الجميع إلى الشوارع». بعد سبعة أيام من المظاهرات، تنازل القيصر نيقولا الثاني إمبراطور روسيا عن الحكم، ومنحت النساء حق التصويت من قبل الحكومة المؤقتة.
في عام 1917 بعد ثورة أكتوبر، أعلن البلاشفة ألكسندرا كولونتاي وفلاديمير لينين يوم المرأة العالمي عطلة رسمية في الاتحاد السوفيتي. في 8 مايو 1965 أصدرت هيئة رئاسة مجلس السوفيات الأعلى [الإنجليزية] مرسوماً باعتبار اليوم العالمي للمرأة يوم عطلة في الاتحاد السوفيتي احتفالاً بالأعمال البارزة للمرأة السوفياتية في بناء الدولة الشيوعية، ودفاعهن عن الوطن خلال الحرب الوطنية العظمى وشجاعتهن وتفضيلهن للآخرين على أنفسهن، وكذلك إشارة إلى المساهمة الكبيرة للمرأة في تعزيز الصداقة بين الشعوب والنضال من أجل السلام. مع ذلك، لم يكن الاحتفال بيوم المرأة كما هو الحال في الأعياد الأخرى.
بعد اعتماده رسميًا في روسيا السوفيتية، بدأت أغلبية البلدان الشيوعية بالإضافة إلى الحركة الشيوعية في جميع أنحاء العالم بالاحتفال باليوم العالمي للمرأة. قادت الزعيمة الشيوعية دولوريس إيباروري مسيرة نسائية في مدريد عام 1936 عشية الحرب الأهلية الإسبانية. في عام 1922 احتفل الشيوعيون الصينيون بالعطلة لأول مرة، التي سرعان ما اكتسبت زخمًا عبر الطيف السياسي، في عام 1927 شهدت مدينة غوانزو مسيرة ضمت 25,000 من النساء والرجال المؤيدين وشارك فيها أيضا ممثلون عن الحزب القومي الصيني وجمعية الشابات المسيحيات [الإنجليزية] والمنظمات العمالية. بعد تأسيس جمهورية الصين الشعبية في 1 أكتوبر 1949، أعلن مجلس الدولة في 23 ديسمبر من نفس العام أن الثامن من مارس سيكون عطلة رسمية وستمنح فيه النساء إجازة نصف يوم.

### الاعتماد من قبل الأمم المتحدة

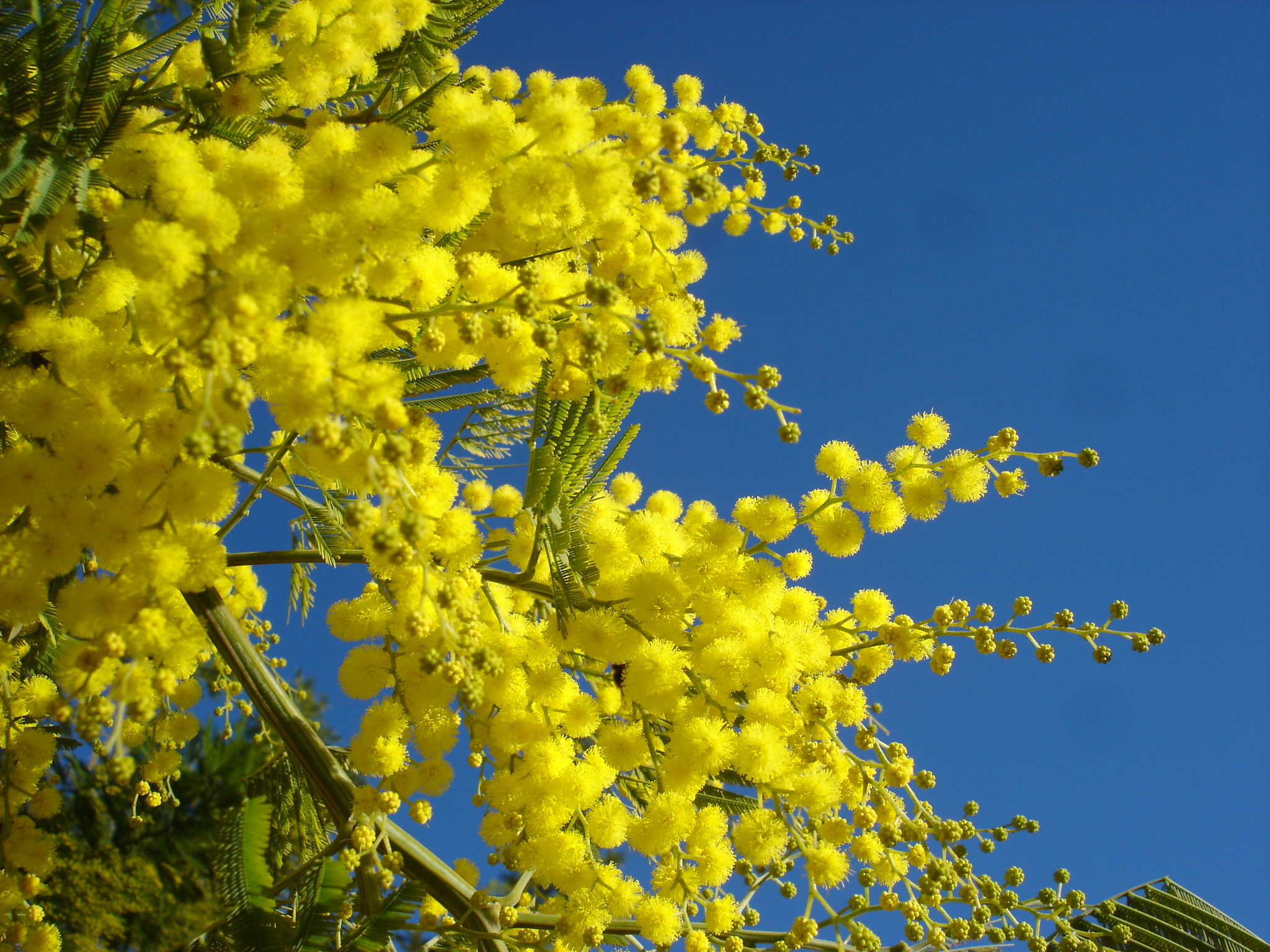
أزهار شجرة السنط الأطحل، التي ترمز لليوم العالمي للمرأة في أوكرانيا وإيطاليا.

ظل يوم المرأة العالمي في الغالب عطلة في البلدان الشيوعية حتى عام 1967 تقريبًا عندما تم اعتماده من قبل الموجة النسوية الثانية. وعاد هذا اليوم للظهور باعتباره يومًا للنضال إذ يُعرف أحيانًا في أوروبا باسم يوم النضال العالمي للمرأة. في السبعينيات والثمانينيات من القرن الماضي انضم اليساريون والمنظمات العمالية إلى الجماعات النسائية في الدعوة إلى المساواة في الأجور وتكافؤ الفرص الاقتصادية والحقوق القانونية المتساوية وحقوق الإنجاب ورعاية الأطفال المدعومة ومنع العنف ضد المرأة.
بدأت الأمم المتحدة بالاحتفال باليوم العالمي للمرأة في عام 1975 والذي أطلق عليه اسم السنة الدولية للمرأة. في عام 1977 دعت الجمعية العامة للأمم المتحدة الدول الأعضاء إلى إعلان الثامن من مارس عطلة رسمية للأمم المتحدة من أجل حقوق المرأة والسلام العالمي. ومنذ ذلك الحين يُحتفل بهذا اليوم سنويًا من قبل الأمم المتحدة والعديد من دول العالم، حيث يركز الاحتفال في كل عام على موضوع أو قضية معينة من القضايا المتعلقة بحقوق المرأة.
في 4 مارس عام 2007؛ أشعل اليوم العالمي للمرأة أعمال عنف في طهران في إيران عندما فرقت الشرطة بالقوة مئات الرجال والنساء الذين كانوا يخططون للقيام بمسيرة. (نظمت مسيرة سابقة لهذه المناسبة في طهران عام 2003). اعتقلت الشرطة عشرات النساء وأطلق سراح بعضهن بعد عدة أيام من الحبس الانفرادي والاستجواب. أفرجت السلطات عن المحامية شادي صدر والناشطة محبوبة عباسقليزاده والعديد من نشطاء المجتمع في 19 مارس 2007 بعد أن أنهين إضرابًا عن الطعام استمر لخمسة عشر يومًا.

### الاعتماد من قبل النقابات
بحلول القرن الحادي والعشرين، انُتقد اليوم العالمي للمرأة لكونه تم تسويقه تجاريًا لا سيما في الغرب، حيث يتم برعاية الشركات الكبرى ويستخدم للترويج لمفاهيم عامة وغامضة عن المساواة بدلاً من الإصلاحات الاجتماعية الراديكالية. أُطلق موقع الويب internationalwomensday.com في عام 2001 الذي يحدد موضوعًا سنويًا وشعارات ليس لها علاقة بالأمم المتحدة. في عام 2009 أصبحت شركة التسويق البريطانية Aurora Ventures هي من تدير الموقع برعاية النقابات. بدأ الموقع في الترويج للمواضيع والشعارات كموضوعات لهذا اليوم والتي أصبحت مستخدمة عالميا. احتفل باليوم من خلال وجبات الإفطار والمخاطبة عن طريق مواقع التواصل الاجتماعي التي اعتبرها بعض النقاد الاجتماعيين بمثابة تذكير بعيد الأم.

## الذكريات السنوية
- 1996	الاحتفال بالماضي، التخطيط للمستقبل.
- 1997	المرأة على طاولة مفاوضات السلام.
- 1998	المرأة وحقوق الإنسان.
- 1999	عالم خال من العنف ضد المرأة.
- 2000	النساء متحدون من أجل السلام.
- 2001	المرأة والسلام: المرأة في إدارة الصراعات.
- 2002	المرأة الأفغانية اليوم: الحقائق والفرص.
- 2003	المساواة بين الجنسين والأهداف الإنمائية للألفية
- 2004	المرأة وفيروس العوز المناعي البشري /الإيدز
- 2005	المساواة بين الجنسين فيما بعد 2005؛ بناء مستقبل أكثر أمنا.
- 2006	المرأة في عملية صنع القرار.
- 2007	القضاء على الإفلات من العقاب عند الاعتداء النساء والفتيات.
- 2008	الاستثمار في النساء والفتيات.
- 2009	النساء والرجال متحدون لإنهاء العنف ضد النساء والبنات.
- 2010	المساواة في الحقوق وتكافؤ الفرص: التقدم للجميع.
- 2011	المساواة في الوصول إلى التعليم والتدريب، والعلم والتكنولوجيا: الطريق إلى توفير العمل اللائق للمرأة.
- 2012	تمكين المرأة الريفية والقضاء على الفقر والجوع.
- 2013	الوعد هو الوعد: حان الوقت للعمل من أجل 'وضع حد للعنف ضد المرأة'.
- 2014	تحقيق المساواة للمرأة هو تقدم للجميع.
- 2015	تمكين المرأة، تمكين الإنسانية: تخيّل ذلك!
- 2016	الإعداد للمساواة بين الجنسين لتناصف الكوكب بحلول 2030
- 2017	المرأة في عالم العمل المتغير: تناصف الكوكب ( 50/50 ) بحلول عام 2030
- 2018	حان الوقت الآن: الناشطون في الريف والحضر يغيرون حياة النساء
- 2019	فكر على قدم المساواة، وابني بذكاء، وابتكار من أجل التغيير
- 2020	"أنا من الجيل الداعم للمساواة: أدرك معنى حقوق المرأة
- 2021	المرأة في القيادة: تحقيق مستقبل متساوٍ في عالم كوفيد-19
- 2022	المساواة بين الجنسين اليوم من أجل غد مستدام

## العصر الحديث
اليوم العالمي للمرأة هو عطلة رسمية في أفغانستان وأنغولا، أرمينيا، أذربيجان بيلاروس، بوركينا فاسو، كمبوديا، الصين (للنساء فقط)، كوبا، جورجيا، غينيا-بيساو، إريتريا، كازاخستان، لاوس،
مقدونيا (للنساء فقط)، ومدغشقر (للنساء فقط)، ومولدوفا، منغوليا، نيبال (للنساء فقط)، روسيا، طاجيكستان وقيرغيزستان، تركمانستان، أوغندا، أوكرانيا، أوزبكستان، وفيتنام وزامبيا.

وفي بعض البلدان، مثل الكاميرون وكرواتيا، رومانيا، والجبل الأسود، البوسنة والهرسك، وصربيا، بلغاريا وشيلي، اليوم ليس عطلة رسمية، ولكن على نطاق واسع يلاحظ مع ذلك في مثل هذا اليوم أنه من المعتاد بالنسبة للرجل أن يعطي المرأة في حياته – أمهات وزوجات، والصديقات، بنات، الزملاء وإلخ – الزهور والهدايا الصغيرة. وفي بعض البلدان (مثل بلغاريا ورومانيا) يلاحظ أيضا مُضاهيًّا لعيد الأم، حيث يعطي الأطفال أيضا الهدايا الصغيرة للأمهات والجدات.

## صور

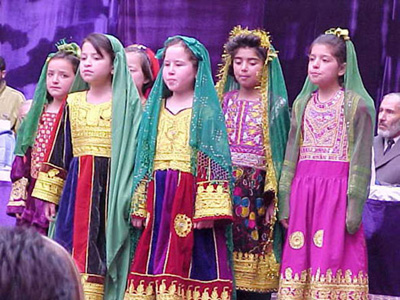
أفغانستان عام 2002 في حفل في وزارة شؤون المرأة، الوكالة الأمريكية للتنمية الدولية تساعد في إعادة تأهيل.
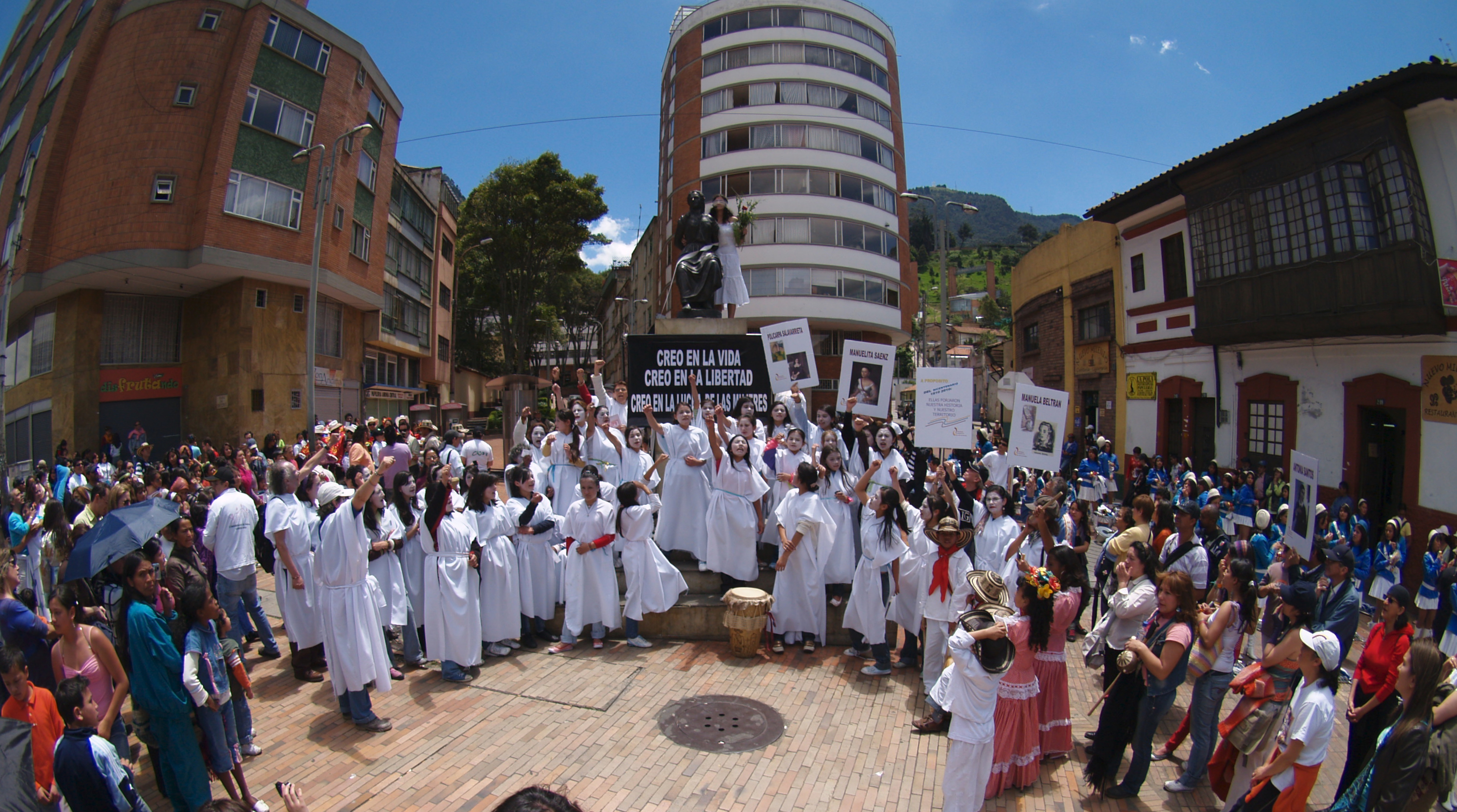
بوغوتا، كولومبيا, 2009.
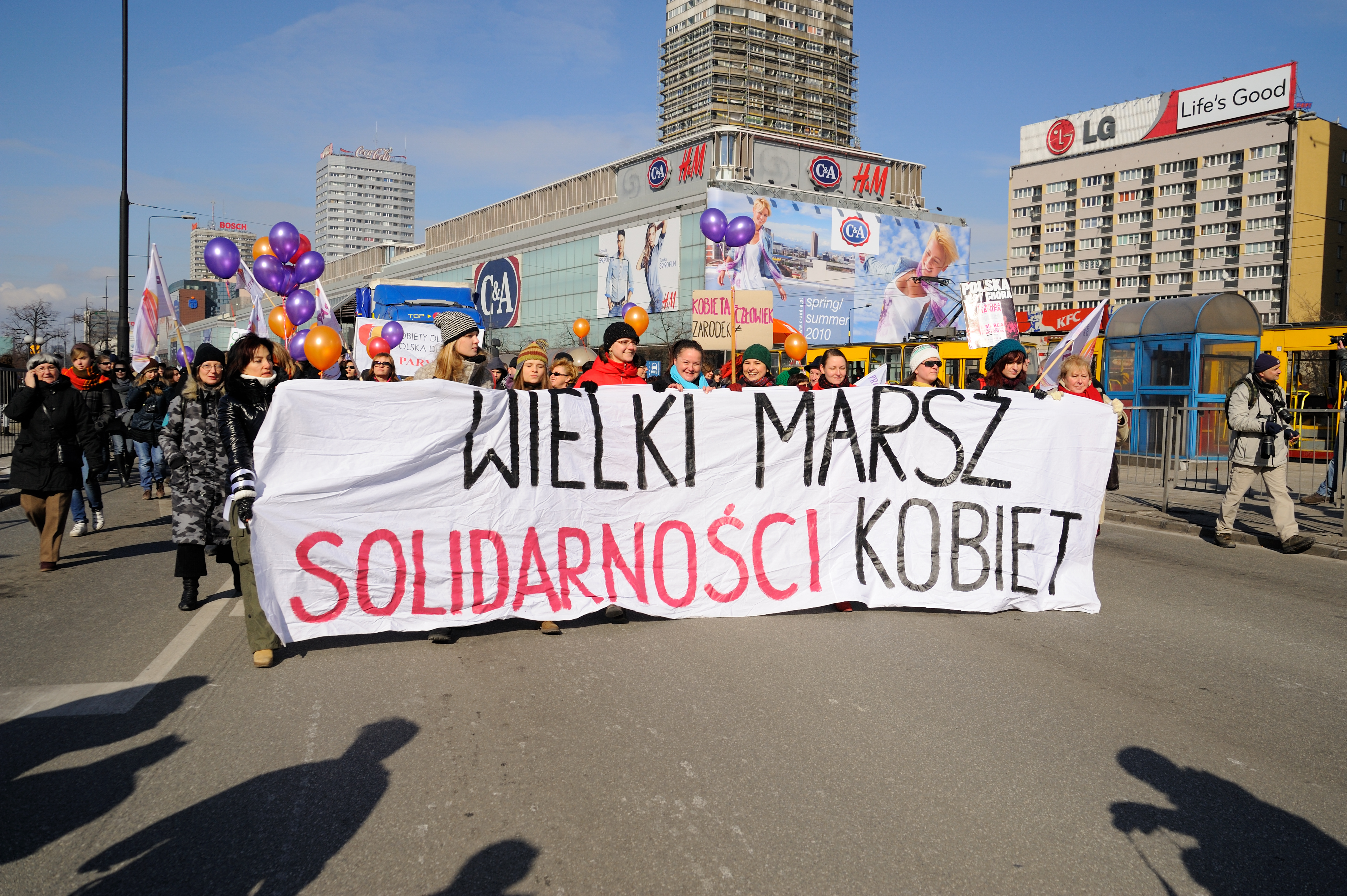
وارسو، بولندا, 2010.
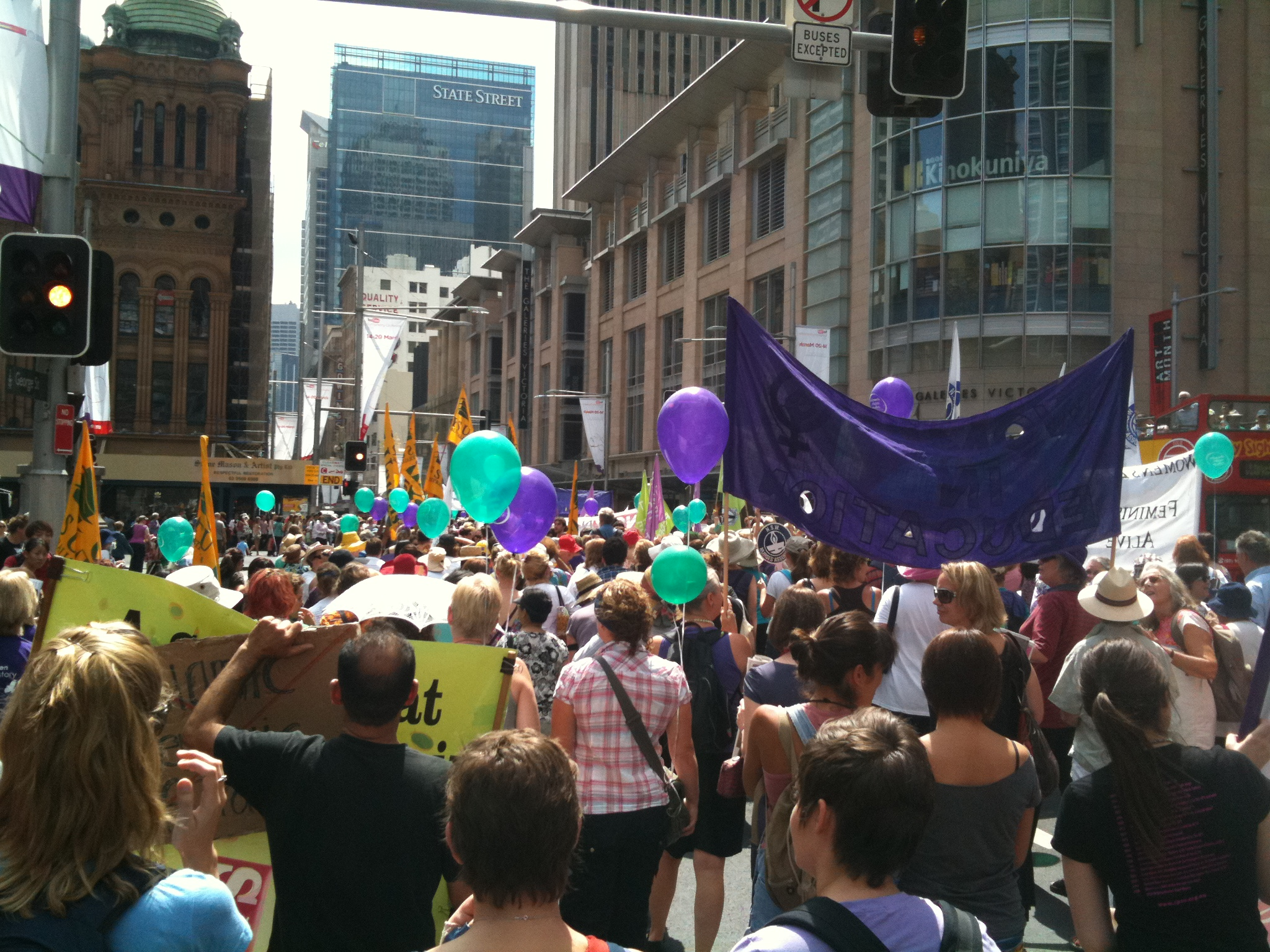
سيدني، أستراليا, 2011.
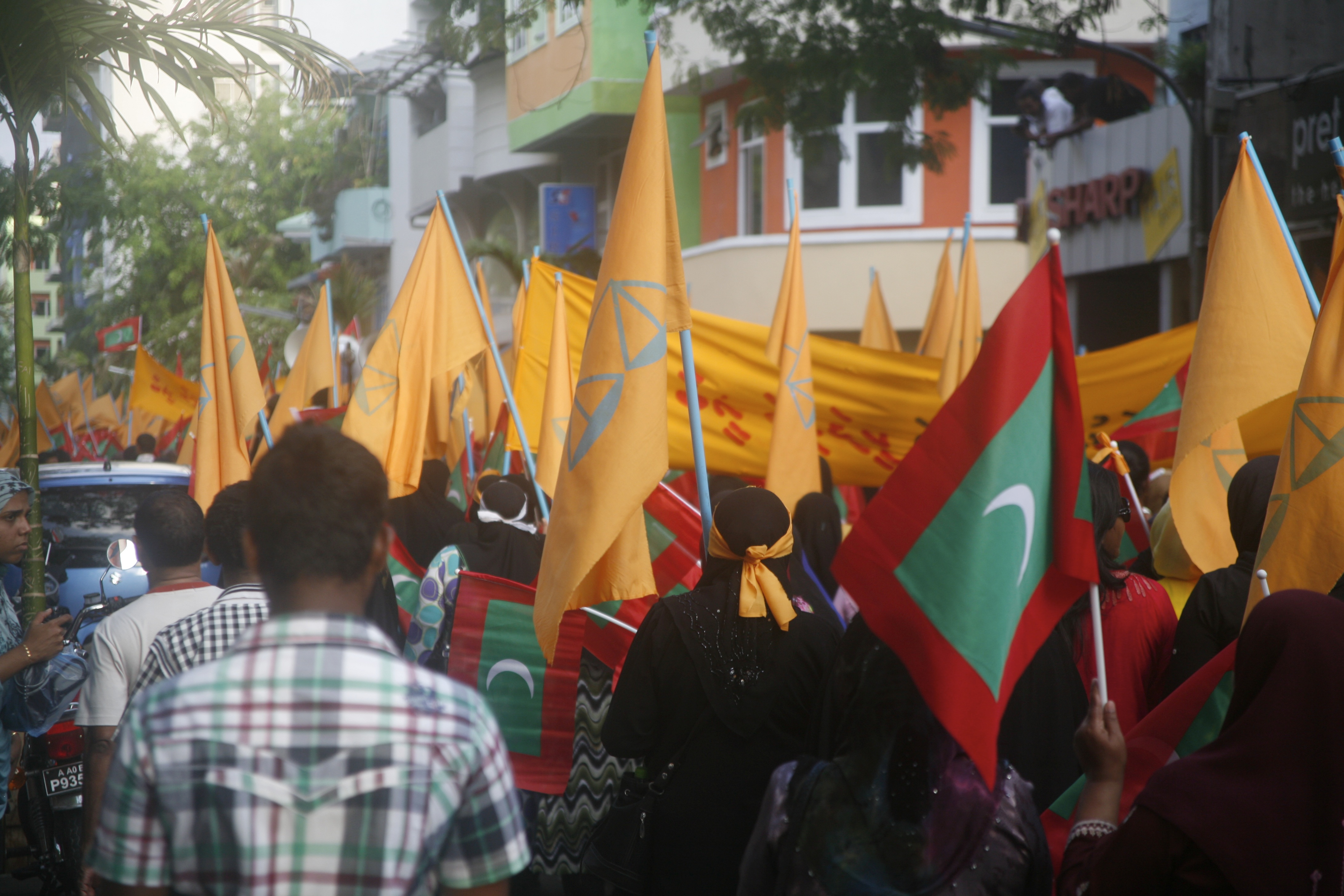
جزر المالديف, 2012.
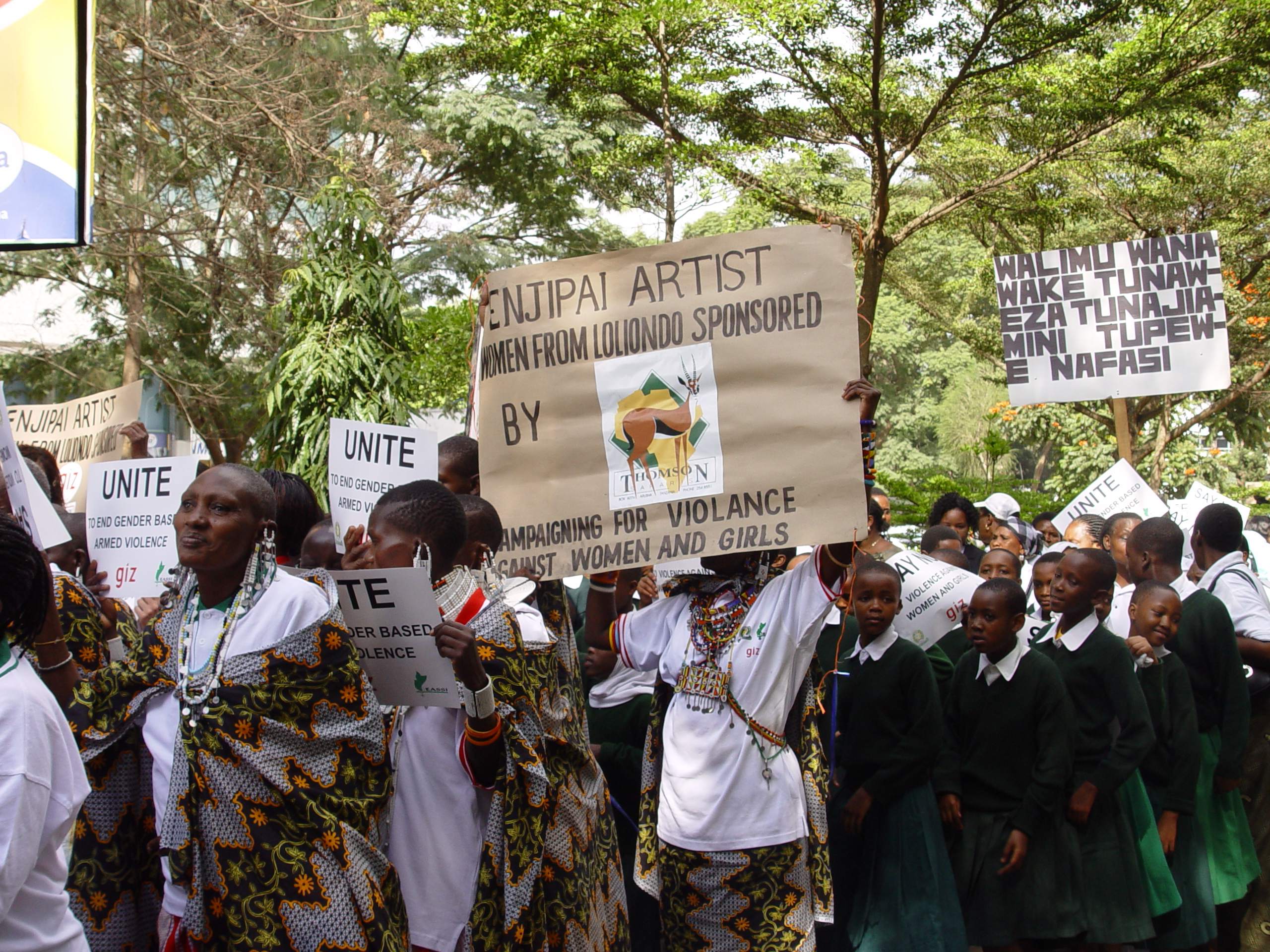
أروشا، تنزانيا, 2012.

## وصلات خارجية
- المرأة والنزوح: قوة العزيمة عند الشّدة
- النساء- اللجنة الدولية للصليب الأحمر
- اليوم الدولي للمرأة، موقع الأمم المتحدة